# قار
قار یا اگرت (به انگلیسی: Egret) (‎/ˈiːɡrəts/‎) نوعی حواصیل هستند. معمولاً پرندگان پادراز دارای پرهای سفید یا نخودی هستند و در طول فصل زادآوری، پرهای ریز (معمولاً سفید شیری) ایجاد می‌کنند. قارها (اگرت‌ها) از نظر زیست‌شناختی گروهی متمایز از حواصیل‌ها نیستند و ساختار یکسانی دارند.
- حواصیل سفید بزرگ یا اگرت سفید بزرگ، Ardea alba
- حواصیل آبی بزرگ، Ardea herodias
- قار میان‌جثه، Mesophoyx intermedia
- گاوچرانک، Bubulcus ibis
- قار کوچک، Egretta garzetta
- قار برفی، Egretta thula
- قار سرخ‌فام، Egretta rufescens
- قار گلوسرخ، Egretta vinaceigula
- حواصیل سیاه، Egretta ardesiaca
- قار چینی، Egretta eulophotes
- حواصیل ساحلی شرقی یا حواصیل ساحلی اقیانوس آرام، Egretta sacra
- حواصیل ساحلی غربی یا قار ساحلی غربی، Egretta gularis

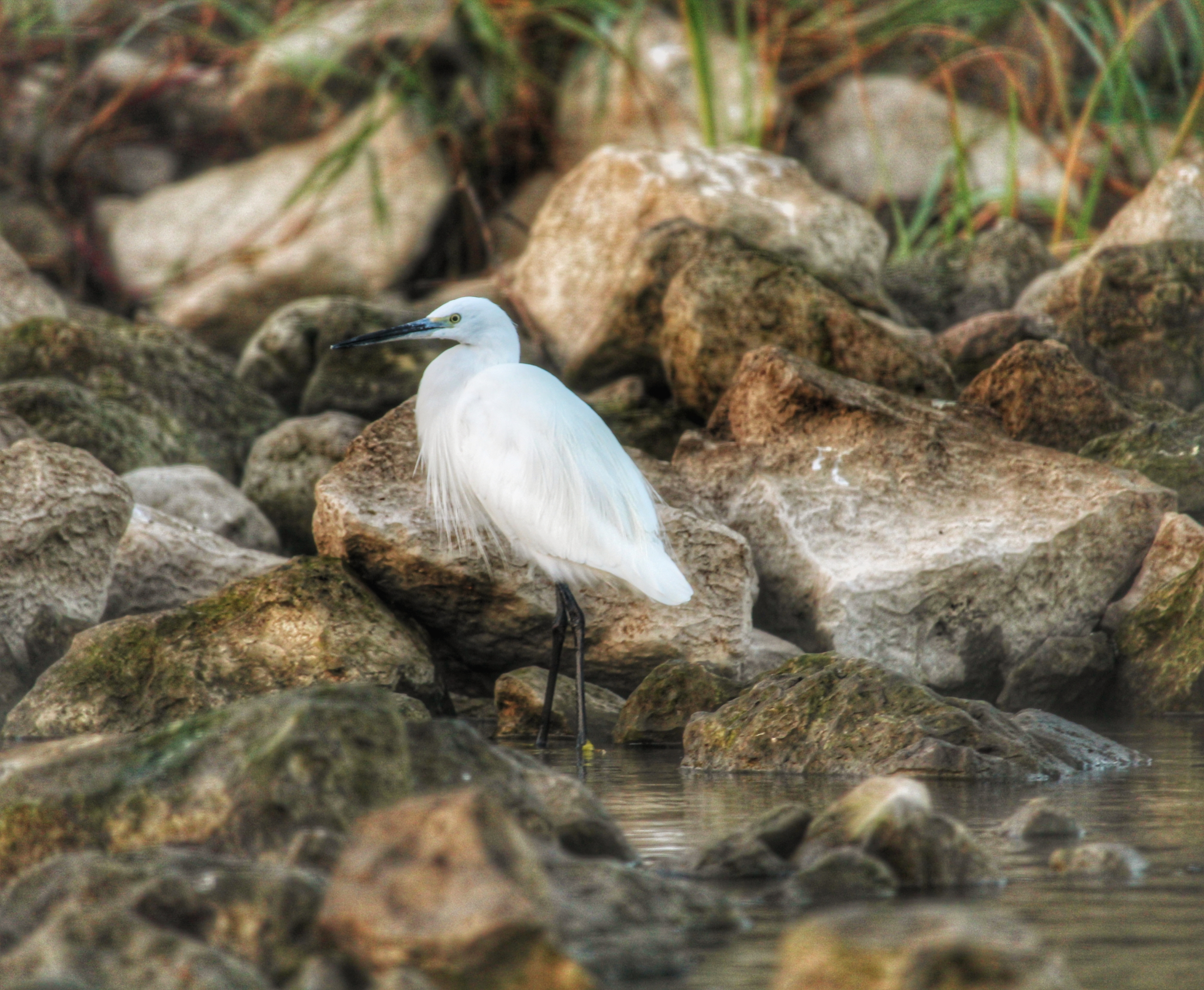
قار کوچک از مصر